# Comisión Internacional de la Iluminación
La Comisión Internacional de la Iluminación (conocida por la sigla CIE, de su nombre en francés Commission internationale de l'éclairage) es la autoridad internacional en luz, iluminación, color y espacios de color.
Fue fundada en 1913, con sede en Viena, Austria.

## Organización
La CIE tiene siete divisiones, cada una de las cuales establece comités técnicos para desarrollar sus programas bajo la supervisión del director de división:
1. Visión y Color.
2. Medida de Luz y Radiación.
3. Ambiente Interior y Diseño de Iluminación.
4. Iluminación y Señalización para el Transporte.
5. Iluminación Exterior y otras aplicaciones.
6. Fotobiología y Fotoquímica.
7. Tecnología de la Imagen.